# Дерванишки
Дерванишки — упразднённый населённый пункт в Браславском районе Витебской области Беларуси.

## География
Урочище находится в западной части Витебской области, на правом берегу реки Усвицы, к северу от автодороги Р-14, на расстоянии приблизительно 9 километров (по прямой) к востоку от города Браслав, административного центра района. Абсолютная высота — 160 метров над уровнем моря.

## История
По состоянию на 1905 год, в фольварке Дерванишки проживало 13 человек (7 мужчин и 6 женщин). В административном отношении входил в состав Перебродской волости Дисненского уезда Виленской губернии.
В 1921 году застенок входил в состав гмины Пшебродзе Дисенского повета Виленского воеводства Второй Польской республики. Числился 21 житель (8 мужчин и 13 женщин), проживавших в 4 домах. В этническом составе населения того периода белорусы составляли 100 %. В конфессиональном составе населения преобладали старообрядцы (100 %).